# Jennifer Jones
Jennifer Jones, egentlig Phyllis Isley, (født 2. marts 1919, død 17. december 2009) var en amerikansk filmskuespiller.
Hun blev med et slag berømt med titelrollen i The Song of Bernadette (Sangen om Bernadette, 1943; Oscar-pris). Hun var også populær i film som Duel in the Sun (Duel i solen, 1946), Love Is a Many-Splendored Thing (Den fryd, der rummer alt, 1955) og A Farewell to Arms (Farvel til våbnene, 1957). Senere havde hun kun sporadiske filmroller. Hun var fra 1949 gift med producenten David O. Selznick.